# Katedrala Gospe od Egipta
Katedrala Gospe od Egipta, također nazvana Koptska katolička katedrala u Kairu, zgrada je koptske katoličke crkve koji se nalazi na adresi Mustafa Fahmi 39 u Kairu, Egipat.
Katedrala služi kao glavna crkva katoličkog koptskog patrijarhata u Aleksandriji (Patriarchatus Alexandrinus Coptorum) koji je započeo 1741. kao apostolski vikarijat koji je stvorio papa Benedikt XIV.. Uzdignut je do sadašnjeg statusa 1895. pod pontifikatom pape Lava XIII. papinskom bulom “Christi Domini”.
Pod pastoralnom je odgovornošću patrijarha Ibrahima Isaka Sidraka.